# Жуте осе
Жуте осе су биле српска паравојна формација која је била активна током рата у Подрињу. Вођа формације је био Војин Вучковић Жућа. Формација је била активна у региону Зворника
Током 1993. године браћа Вучковић су ухапшена у Шапцу. Од 1994. до 1996. суђено им је у Шапцу и то је било прво суђење за ратне злочине у Србији. Душко Вучковић је 1998. одлуком Врховног суда осуђен на десет година затвора.
Вучковић и његов брат Душко су оптужени за убиство 17 цивила у Челопеку током 1992. Војин Вучковић је ухапшен у Београду у заједничкој акцији САЈ-а и Службе државне безбедности. Још четири члана формације су такође оптужени за ратни злочин.
Дана 13. јуна 2008. године је донесена оптужница где су припадници Жутих оса осуђени на 31 годину затвора. Осуђени су: Драган Славковић на 15, Иван Кораћ на 13 и Синиша Филиповић на 3 године затвора.
Током суђења у Хагу Војиславу Шешељу, тужилаштво је доводило ову формацију у везу са Српском радикалном странком. Према сведочењу Војислава Шешеља Војин Вучковић је био члан до краја 1991. када је избачен из странке због крађе у Источној Славонији.
Формација је била предмет филма у 1995. години који је снимио Ајлан Зив.